# غونتر ريتش
غونتر ريتش (بالألمانية: Günther Reich)‏ هو مغني ومغني أوبرا إسرائيلي وألماني، ولد في 22 نوفمبر 1921 في لغنيتسا في بولندا، وتوفي في 15 يناير 1989 في هايدلبرغ في ألمانيا.

## وصلات خارجية
- غونتر رايخ على موقع IMDb (الإنجليزية)
- غونتر رايخ على موقع ميوزك برينز (الإنجليزية)
- غونتر رايخ على موقع ميوزك برينز (الإنجليزية)
- غونتر رايخ على موقع قاعدة بيانات الأفلام السويدية (السويدية)
- غونتر رايخ على موقع أول ميوزيك (الإنجليزية)
- غونتر رايخ على موقع ديسكوغز (الإنجليزية)
- غونتر رايخ على موقع كينوبويسك (الروسية)